# Cirrhilabrus tonozukai
Cirrhilabrus tonozukai es una especie de peces de la familia Labridae en el orden de los Perciformes.

## Morfología
Los machos pueden llegar alcanzar los 7,5 cm de longitud total.

## Distribución geográfica
Se encuentran en Indonesia.